# Anacamptis laxiflora
La orquídea de flores laxas (Anacamptis laxiflora) es una especie de orquídea originaria de Eurasia.

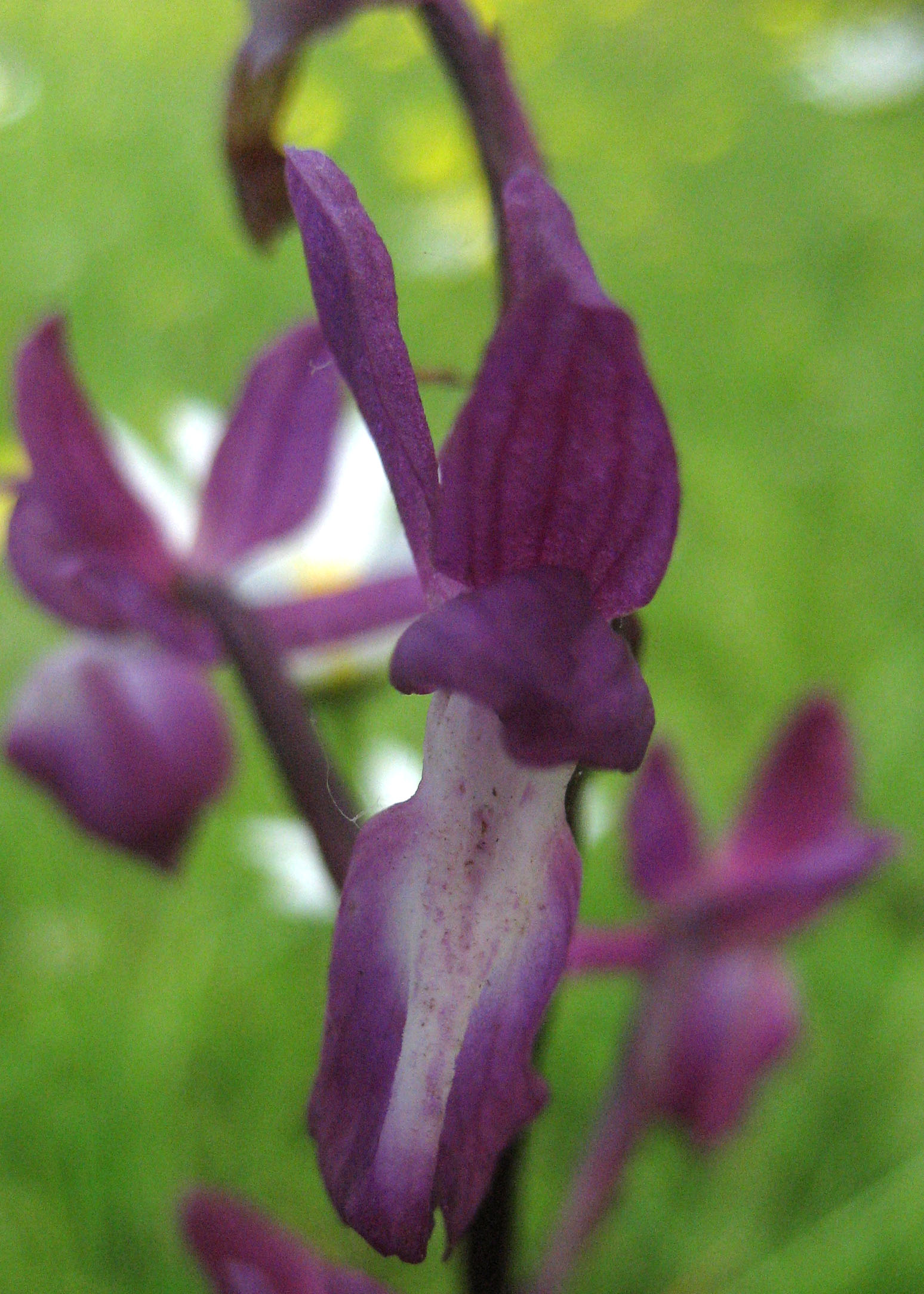
Detalle de la flor

## Descripción
Es una orquídea de hábito terrestre con flores de color rojo púrpura y violeta. Está en invernación durante el otoño y el invierno, sobreviviendo como un tubéreculo subterráneo. Alcanza un tamaño de hasta 1 m (pero más comúnmente 30-80 cm) de altura. Las hojas son verdes, sin manchas, de 10-15 cm de largo y 1-2 cm de ancho. Las flores aparecen en marzo en el sur de Europa, y mayo-junio más al norte. Comprende 6-20 flores individuales que son de hasta unos 2,5 cm de ancho. Los sépalos se llevan a cabo hacia arriba y hacia atrás, mientras que los dos pétalos forman un pequeño casco sobre la columna .
El labio tiene tres lóbulos, el central suele ser mucho más corto, y los lóbulos laterales se pliegan hacia atrás. La mitad del labio es de color blanco o rosa pálido y a veces tiene algunos puntos de color rosa oscuro. La semillas son numerosas, pequeñas, como polvo, dispersadas por el viento.
Es similar en apariencia a Anacamptis palustris, y los dos pueden hibridar donde crecen juntas. Sin embargo, esto es poco frecuente, ya que por lo general crecen en diferentes hábitats.

## Taxonomía
Anacamptis laxiflora fue descrito por (Lam.) R.M.Bateman, Pridgeon & M.W.Chase y publicado en Lindleyana 12(3): 120. 1997.

## Etimología
La palabra Anacamptis deriva del griego ανακάμτειν (anakámpto) cuyo significado, 'doblado hacia dentro'. El vocablo hace referencia a la forma de la flor, con un espolón recurvado hacia atrás. Anteriormente el nombre genérico era Orchis, también de origen griego a través de la combinación de  ὄρχις (órjis ‘testículo’) e ἰδέα (idéa ‘forma’). Este último vocablo se usó por primera vez en los manuscritos de la obra De causis plantarum del filósofo griego Teofrasto, que datan aproximadamente del año 375 a.c.
Por su parte, el epíteto laxiflora es la composición de dos vocablos latinos: laxa y flos-floris que vienen a decir que las flores cuelgan laxamente, espaciada o separadamente.

## Sinonimia
- Herorchis dinsmorei (Schltr.) D.Tyteca & E.Klein
- Herorchis laxiflora (Lam.) D.Tyteca & E.Klein
- Herorchis pseudolaxiflora (Czerniak.) D.Tyteca & E.Klein
- Orchis ambigua Degl. ex Le Gall
- Orchis biloba Arv.-Touv.
- Orchis dinsmorei (Schltr.) H.Baumann & Dafni
- Orchis dubia Le Gall
- Orchis elegans var. dinsmorei (Schltr.) H.I.Schäf.
- Orchis ensifolia Vill.
- Orchis laxiflora Lam.
- Orchis mediterranea Ten.
- Orchis morio var. angustifolia L.
- Orchis palustris subsp. laxiflora (Lam.) Batt.
- Orchis palustris f. micrantha Domin
- Orchis palustris subsp. pseudolaxiflora (Czerniak.) H.Baumann & R.Lorenz
- Orchis pseudolaxiflora Czerniak.
- Orchis tabernaemontani C.C.Gmel.[9][10]